# Coherent
Le système d'exploitation Coherent a été créé en 1983 par la défunte Mark Williams Company comme l'un des premiers systèmes de type Unix pour ordinateur IBM PC-compatible. Coherent était capable de tourner sur la plupart des PC à base Intel comme les processeurs 286, 386, et 486 et, comme un vrai Unix, était capable de multitâche et d'avoir de multiples utilisateurs. Coherent supportait aussi X11.
Coherent est quelquefois assimilé malencontreusement à un « Coherent Unix », ce qui est inexact. Coherent était basé sur les spécifications de Unix version 7, sans référence aucune sur le code source Unix, contrairement à Bell Labs ou BSD.
La majeure partie du système a été écrit par des ex-étudiants de l'université de Waterloo : Tom Duff, Dave Conroy, Randall Howard, et Johann George.
La Mark Williams Company a fait faillite en 1995.